# Paris-Sedan
Paris-Sedan est une course cycliste d'un jour disputée de 1935 à 1939 entre Paris et Sedan (Ardennes).

## Palmarès
| Année | Vainqueur       | Deuxième        | Troisième          |
| ----- | --------------- | --------------- | ------------------ |
| 1935  | Joseph Mauclair | André Godinat   | Jules Rossi        |
| 1936  | Raymond Louviot | Jean Majerus    | Sylvain Marcaillou |
| 1937  | François Adam   | Marcel Laurent  | Léon Louyet        |
| 1938  | Roger Lapébie   | Raymond Louviot | Georges Munier     |
| 1939  | René Le Grevès  | André Deforge   | Raymond Horner     |